# Cesare Pronti
Cesare Pronti (né le 30 novembre 1626 à Cattolica - mort le 22 octobre 1708 à Ravenne), est un peintre italien baroque du XVIIe  et du début du XVIIIe siècle, qui a été actif principalement aux environs de Ravenne en Émilie-Romagne.

## Biographie
Cesare Pronti, peintre italien de la période baroque, actif principalement près de Ravenne, né à Cattolica, près de Rimini, a grandi à Bologne où il s'est formé auprès du Guerchin. Il a participé en collaboration avec Carlo Cignani à l'achèvement de la quadratura de la villa Albizzi à Bologne. Pronti a ensuite déménagé à Ravenne, où il a contribué à décorer le Palazzo di San Giacomo de la famille Rasponi (près de Russi), avec un mélange de trompe-l'œil et de tableaux allégoriques représentant les quatre continents. Il a également aidé à décorer l'ancienne église Saint-Romuald, ancienne abbaye camaldule, maintenant musée classé (Bibliothèque Classense). À Ravenne, il a été communément appelé Padre Cesare da Ravenna car, jeune homme, il était devenu moine de l'ordre des Augustins. Son activité principale consistait à peindre des retables, aujourd'hui pour la plupart disparus, pour les églises de la fraternité. L'un des plus réussis est une image de San Tommaso da Villanova, au Augustines de Pesaro.

## Œuvres
- S. Tommaso da Villanova, (Augustines de Pesaro).

## Sources
- (en) Cet article est partiellement ou en totalité issu de l’article de Wikipédia en anglais intitulé « Cesare Pronti » (voir la liste des auteurs).